# ソ連運輸省VL80形電気機関車
VL80形（ロシア語: ВЛ80）は、ソ連運輸通信省（МПС СССР, Министерство путей сообщения СССР）が1961年から導入した交流電化区間用電気機関車。主に貨物列車牽引用に使用されており、ソビエト連邦の崩壊後も含め1995年まで長期に渡り製造が行われた。

## 概要
1929年に初の電化路線が開通して以降、ソ連国内の鉄道路線の電化は直流電化方式（3,000 V）で行われていたが、1953年以降モスクワ近郊の路線を用い交流電化方式（25
,000 V、50 Hz）の試験が実施された結果経済面で有利であるという事が認められ、以後の電化は交流電化方式によって行われる事となった。その中で、シベリア鉄道など貨物需要が多い路線で長編成の貨物列車を牽引するための電気機関車として開発・製造されたのがVL80形である。
長期に渡って製造が行われ、設計変更によって多数の車種が生じたが、どの車種も軸配置Bo-Bo・片運転台式・前面2枚窓の車体を繋いだ2車体連結方式を基本とする事、パンタグラフが各車体の運転台側に1基搭載されている点が共通している。車体は全溶接構造で、側面にはビード加工が施されている。車体内部には運転台や変圧器、電動機などの主要機器に加えこれらを冷却するファンが備わっており、車体外部にはエアフィルターも設置されている。
なお、形式名の"VL"（ВЛ）は「ウラジーミル・レーニン（Влади́мир Ильи́ч Ле́нин）」の頭文字を由来とする。

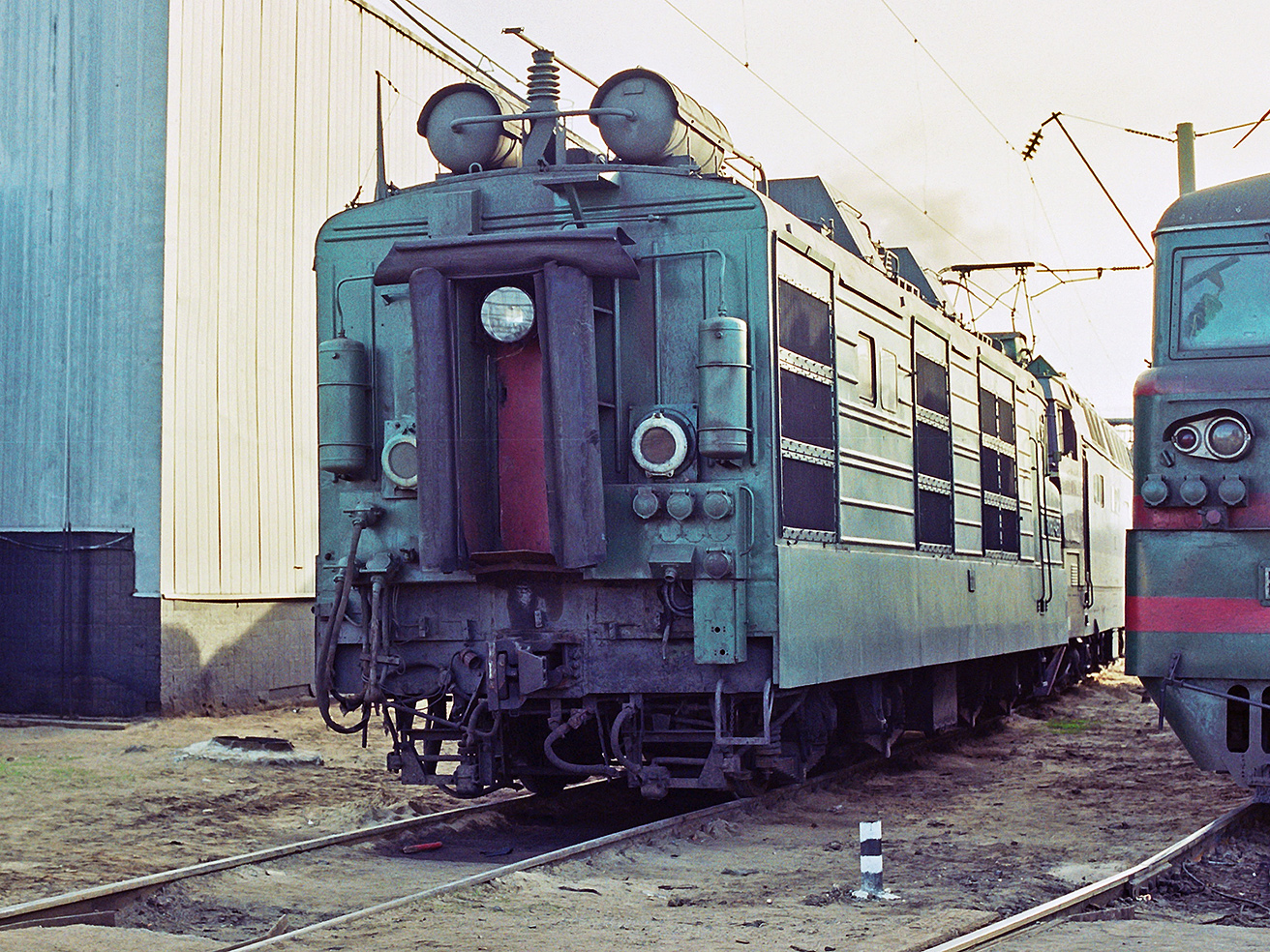
連結面（VL80K-460）

## 車種

### N8O形（Н8О）→VL80V形（ВЛ80В）
1961年に3両が製造された最初の車種。当初は"N8O形"という形式名だったが、1963年に"VL80V形"へ改められた。
主電動機として同時に開発が行われたNB-413（1,930 rpm）を搭載しており、VL80形に先駆けて量産が開始されたVL60形の電動機よりも出力が上回っていた。整流器としてイグナイトロン式水銀整流器が使用された他、パンタグラフからの電圧は高圧タップ式を介して制御されていた。
製造後は試運転が行われたが高速運転時のの車体振動など結果は芳しくなく、その後の営業運転でも故障が相次いだ結果、1969年に全車廃車となった。

### N81形（Н81）→VL80形（ВЛ80）
VL80V形（N8O形）の失敗を受け、設計の大幅な変更が行われた車種。故障の主な要因だった集電装置より供給される電圧の制御方式が低圧タップ式に変更された他、電動機もより強力なNB-414A（2,520 rpm）に置き換えられ、製造当時世界でもトップクラスの定格出力を有していた。また前面形状も変更され、VL60形電気機関車と同様運転台窓下部が僅かに突き出る外見となった。
1962年に製造された試作車2両は導入当初"N81形"という形式名だったが、翌1963年にVL80形（VL80-004、VL80-005）に編入された。その後同年から量産車の製造が行われ、旧N81形の2両も含め1964年までに21両が製造された。

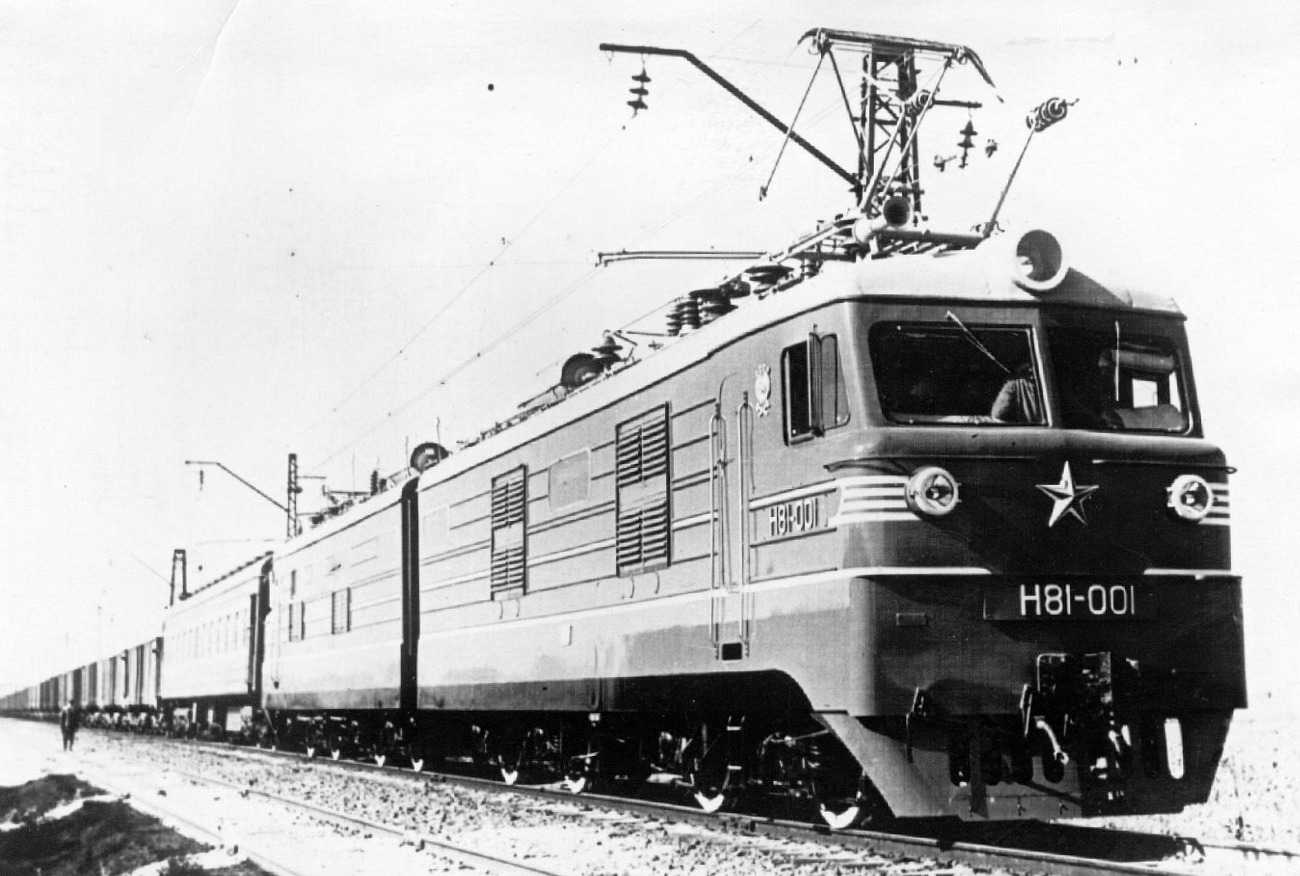
N81-001
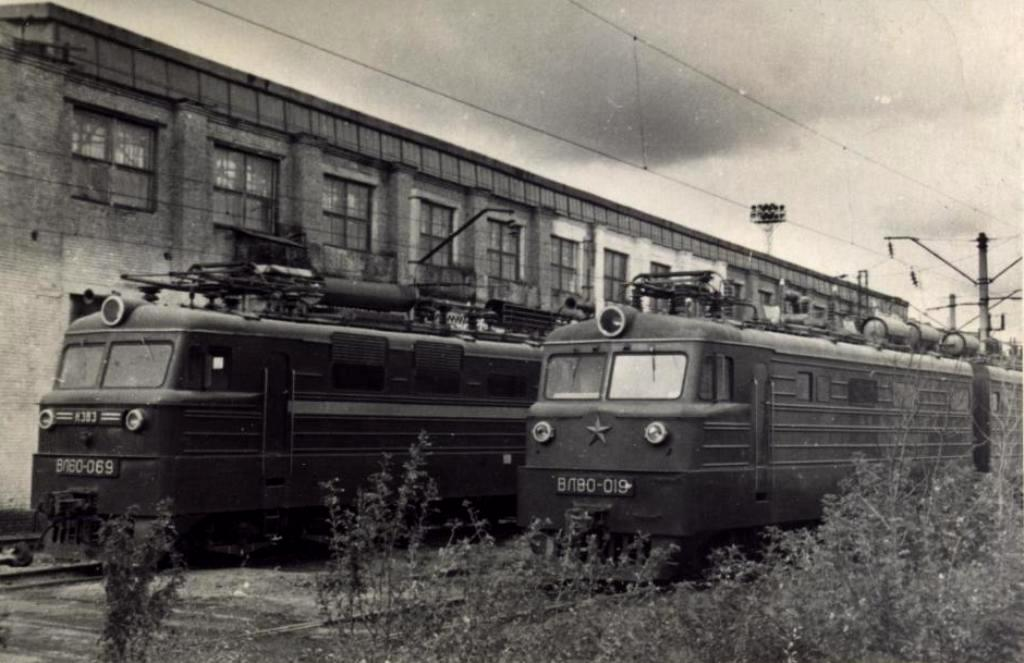
VL80-019（右） 前面形状は左側のVL60形と同一である
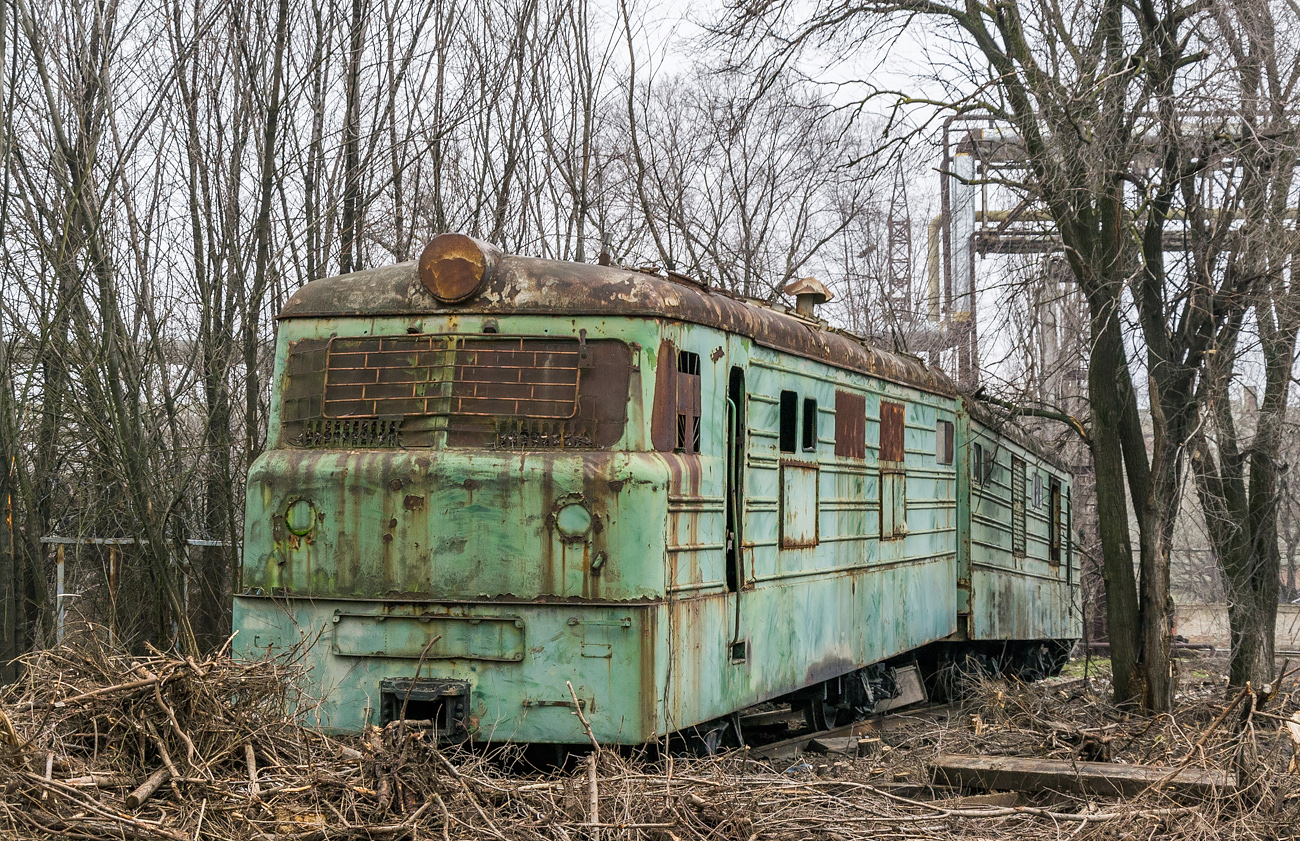
VL80-013（廃車体）

### VL80K形（ВЛ80К）
エレクトロニクス技術の進歩により半導体素子を用いた整流器の性能や信頼性も向上した事から、それまでの水銀整流器をシリコン整流器に交換した車種。整流器はブリッジ整流回路を使用し、各整流回路は12個の並列分岐を持っていた。
1964年に試作車であるVL80K-015が落成し、同年から量産が開始された。当初製造された車両は電動機としてVL80形と同じNB-414Aを用いていたが、1965年に直巻整流子電動機であるNB-418が開発され、VL80K-065以降はその量産型となるNB-418K形が用いられている。またこれにより機器の配置や回路に変更が生じた事から車体長が若干短くなり、エアフィルターの位置も変更している。

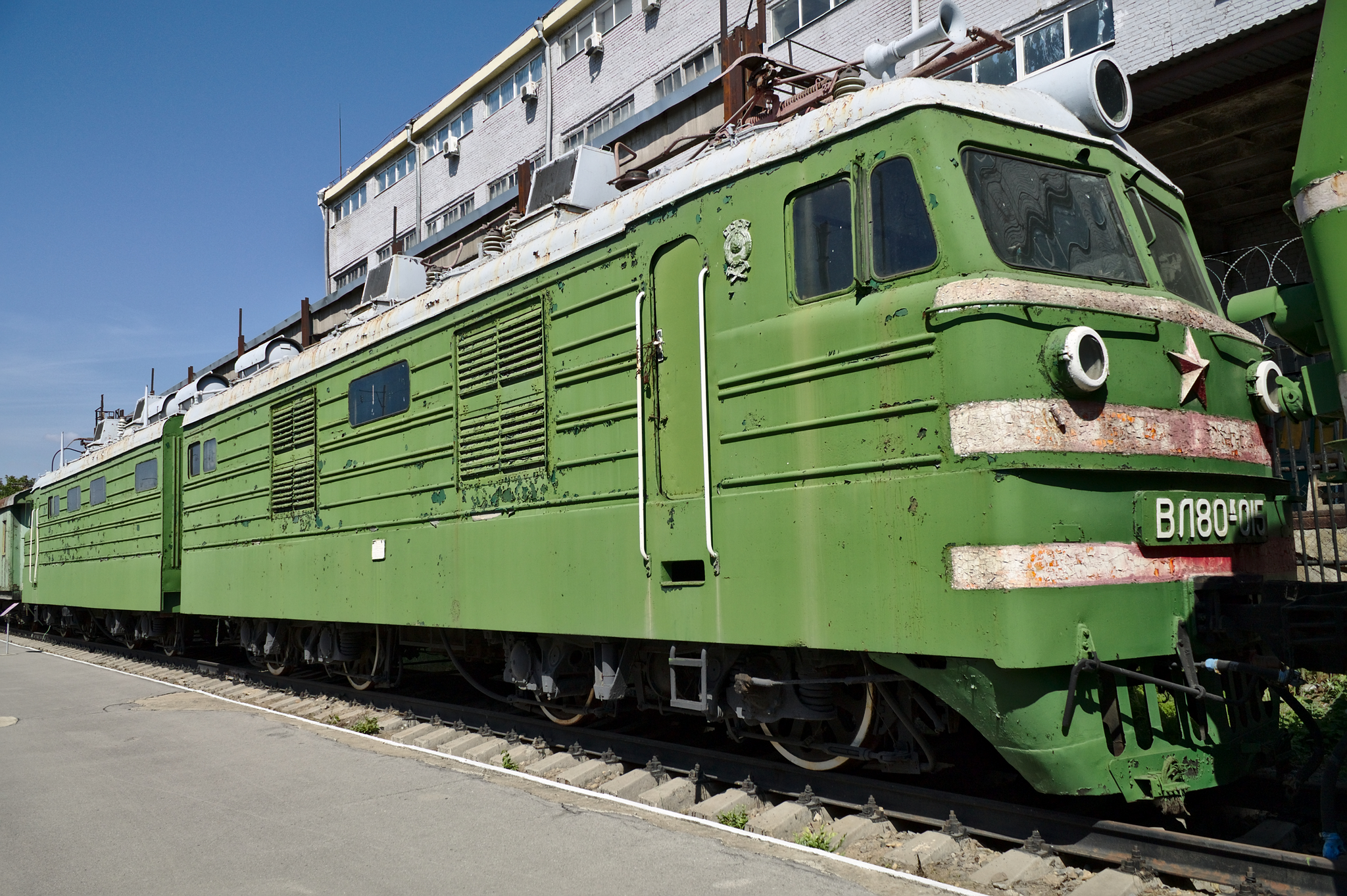
VL80K-015
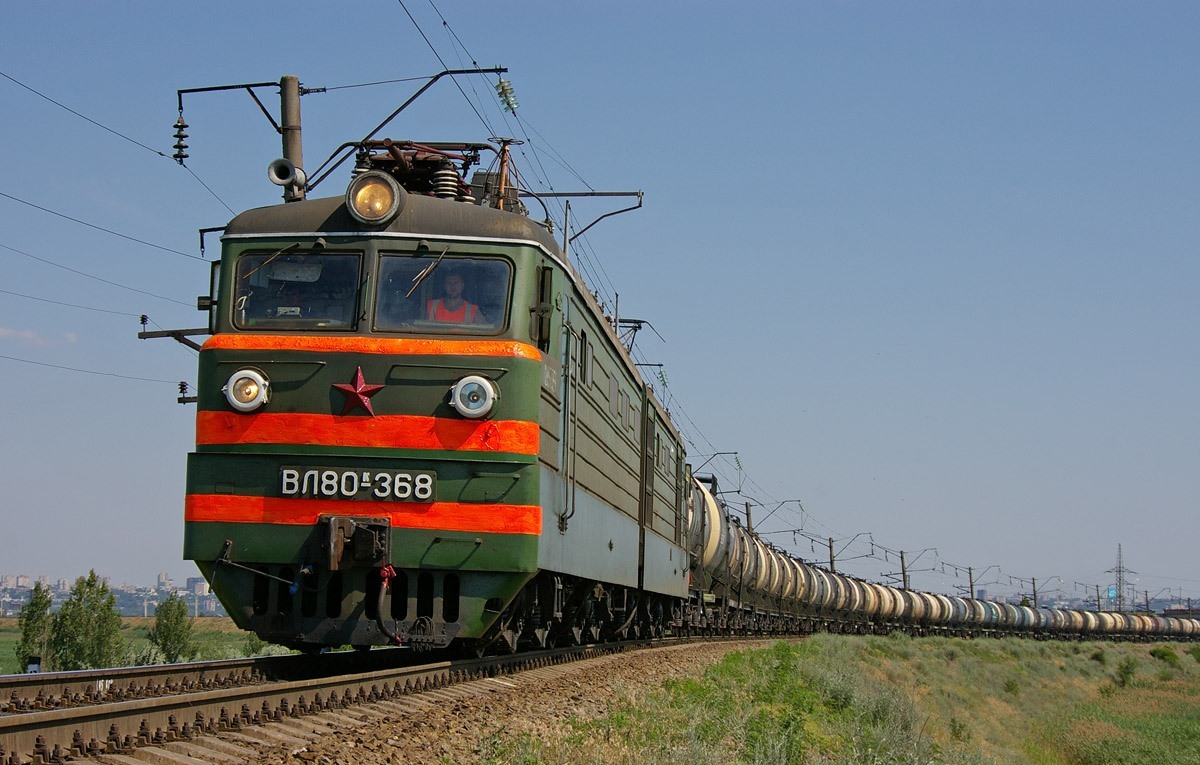
VL80K-368
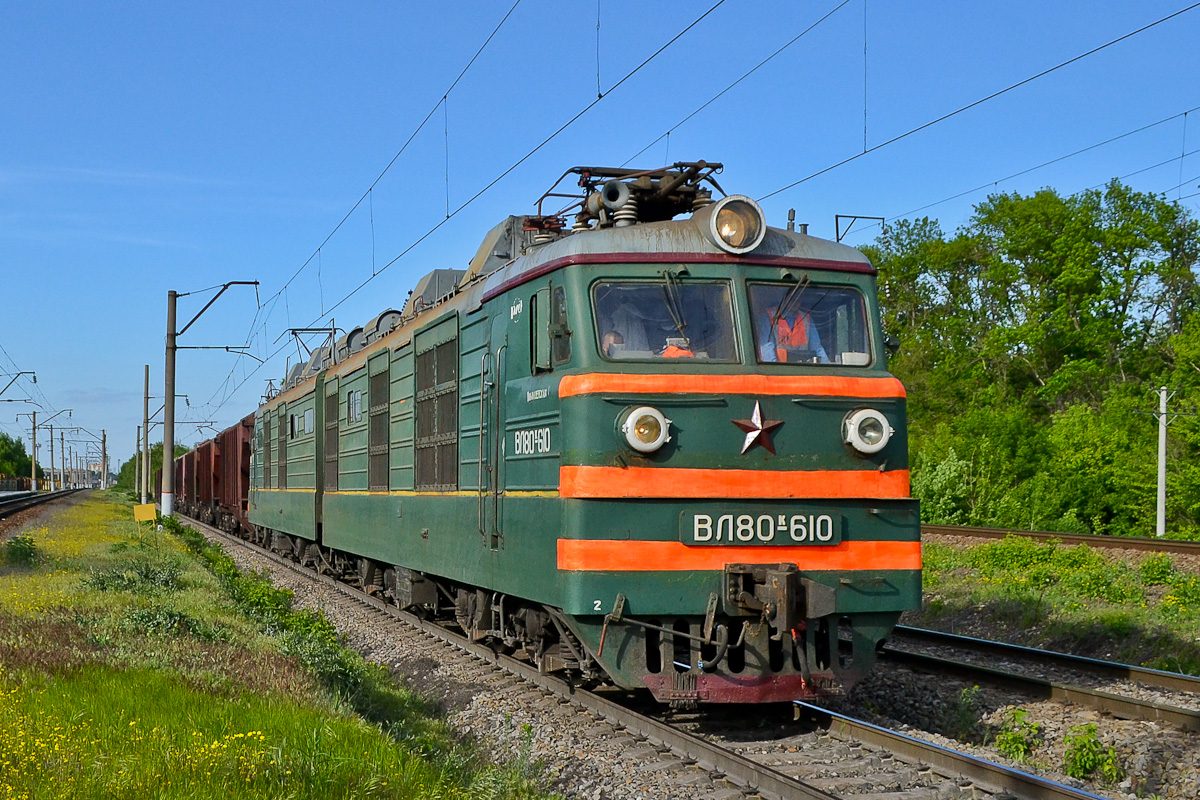
VL80K-610
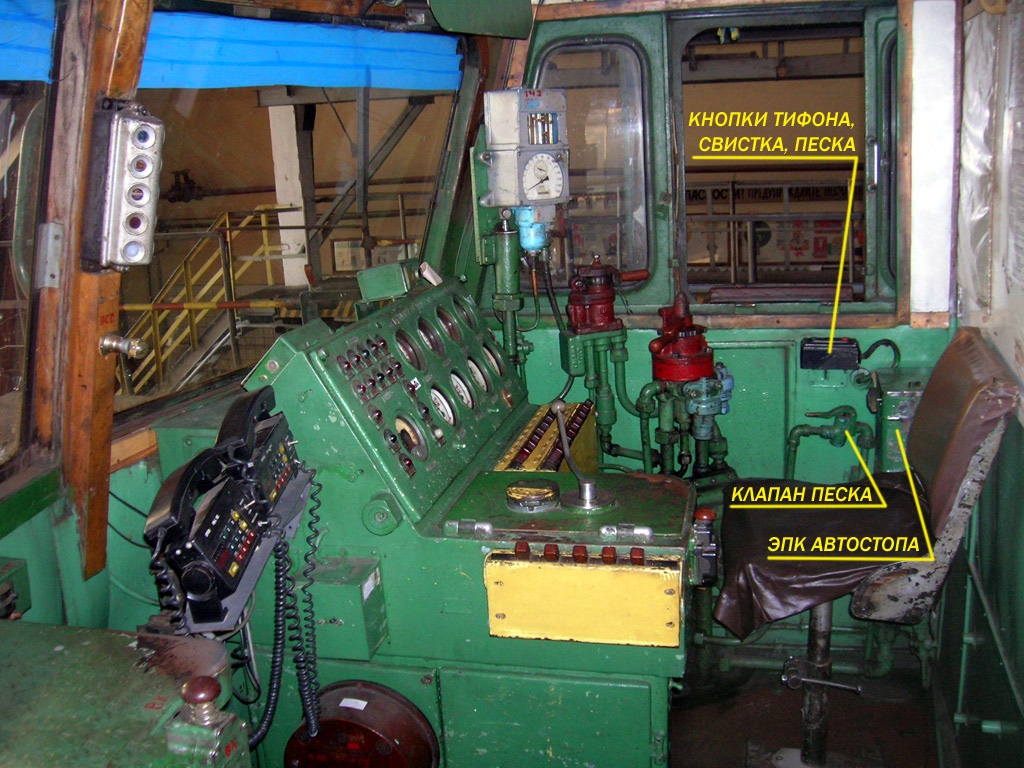
運転台
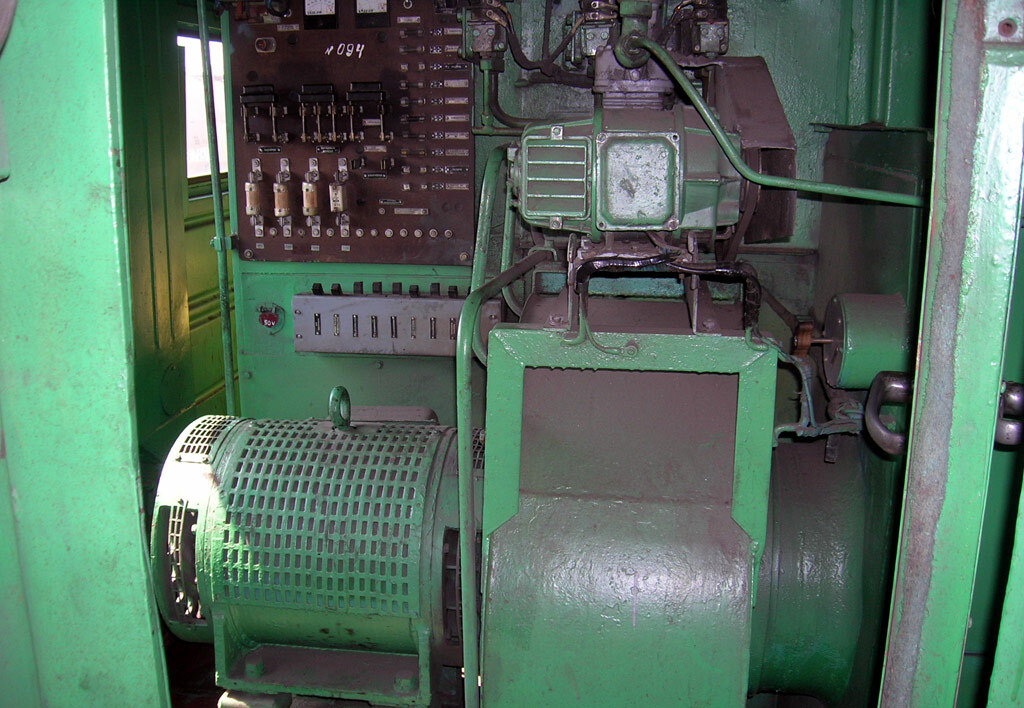
主要機器

### VL80T形（ВЛ80Т）
VL80K形までの車種は減速時に加え下り勾配などで速度を一定にする際の制動力も空気ブレーキだけで賄っており、摩擦によるブレーキシューの摩耗が問題となっていた。それを抑えるのに有利となる回生ブレーキを搭載したのがVL80T形である。それに伴いサイリスタの組み込みを始め電気回路が大幅に変更され、一部の製造車両には車体形状にも若干の変化が生じている。1967年から1984年まで1,317両が製造された。

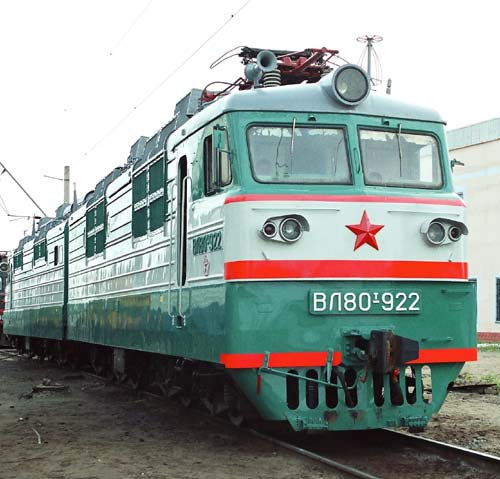
VL80T-922
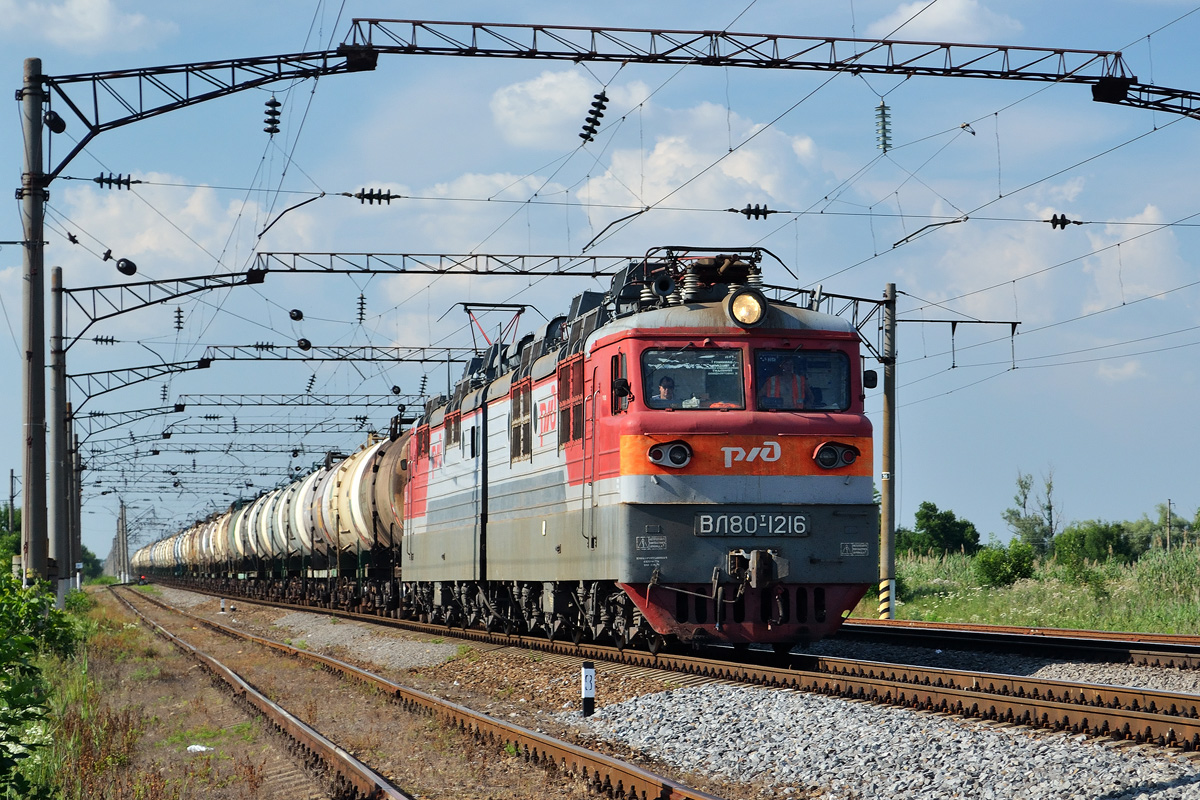
VL80T-1216
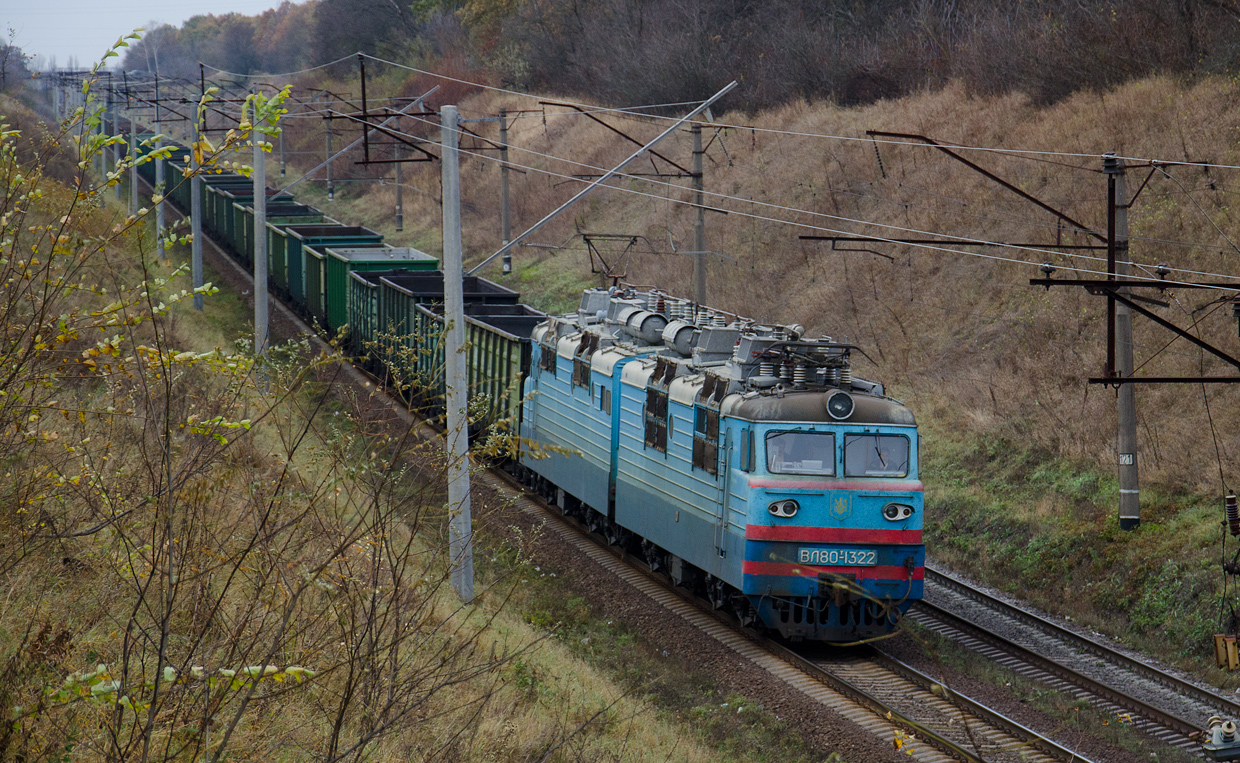
VL80T-1322
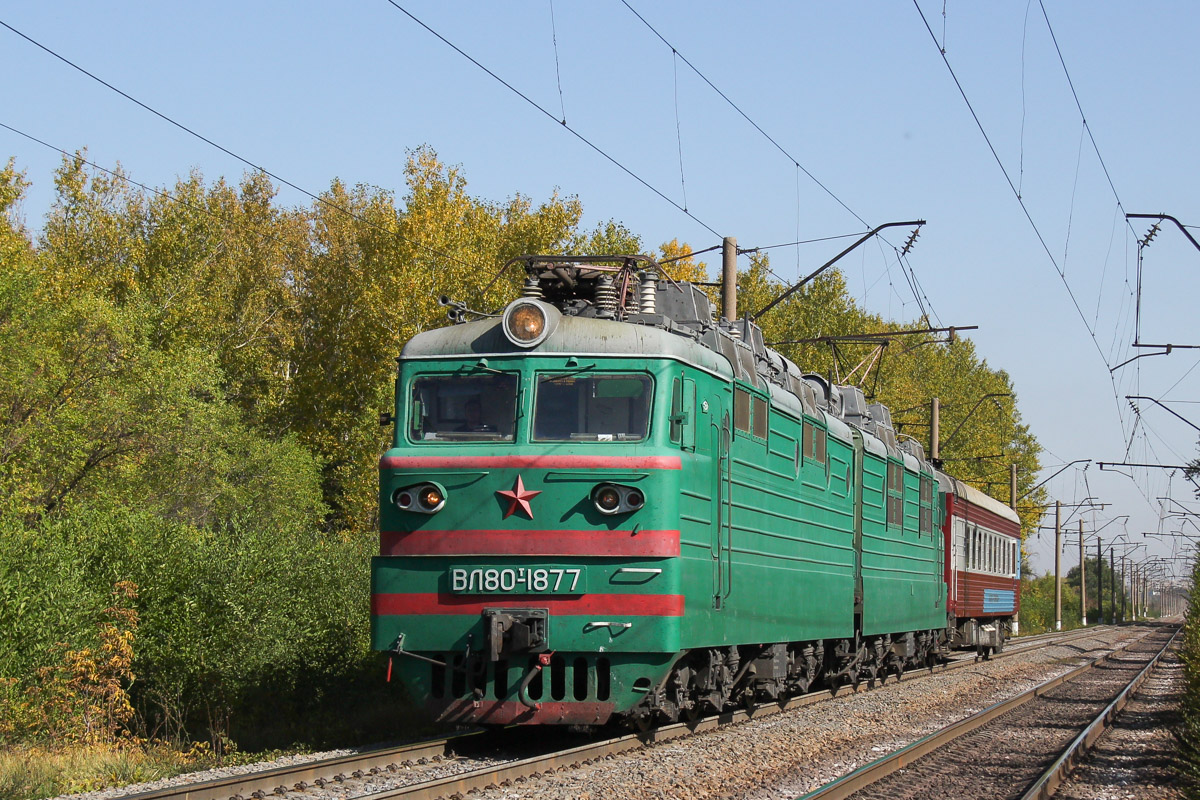
VL80T-1877
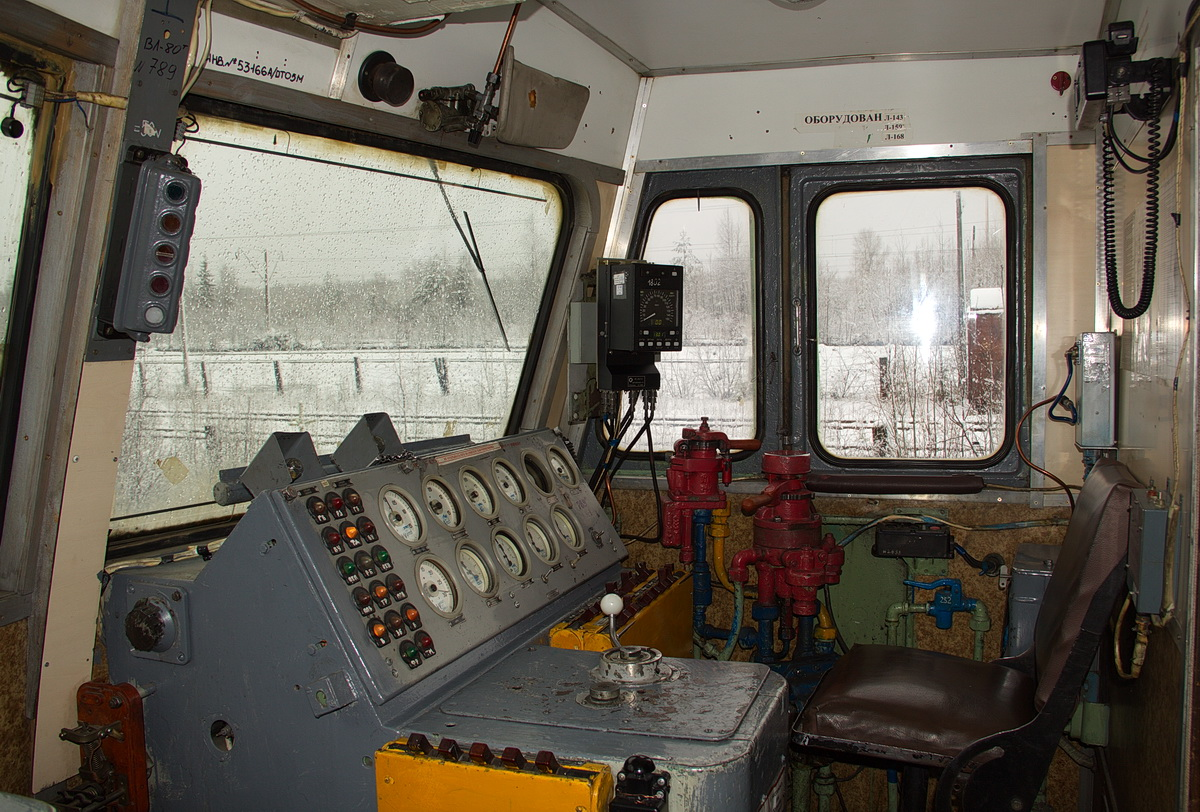
運転台（VL80T-789）

### VL80A形（ВЛ80А）、VL80A形（ВЛ80Б）
パワーエレクトロニクス技術の進歩により可変電圧可変周波数制御の研究も進み、それに伴う交流電動機の実用化の目途が立った事から、ソ連では1965年以降交流電動機を用いた電気機関車の研究が進められた。そのうち、シリコン整流器に供給された単相交流を直流に変換し、その後インバータによって主端数を調節可能な三相交流に変換するAC-DC-AC駆動方式を採用した試作機関車にはVL80A形、サイリスタを用いた交流電圧制御方式を用いた試作機関車にはVL80B形という形式名が付けられた。VL80A形はVL80K形（VL80K-238）から改造された一方、VL80B形は新規に製造が行われている。
製造後は試運転が実施されたが、コンバータシステムの問題や回生ブレーキが稼働しないなどの不具合が多発したため、双方とも量産される事はなかった。

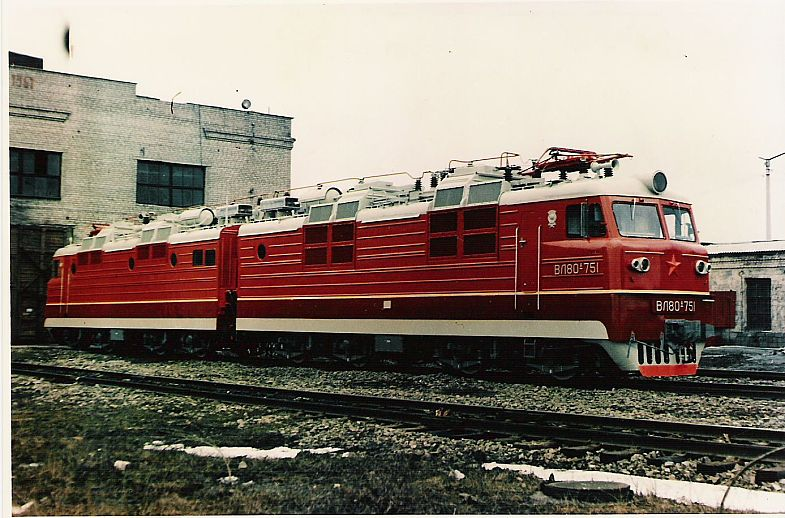
VL80A形（VL80A-751）
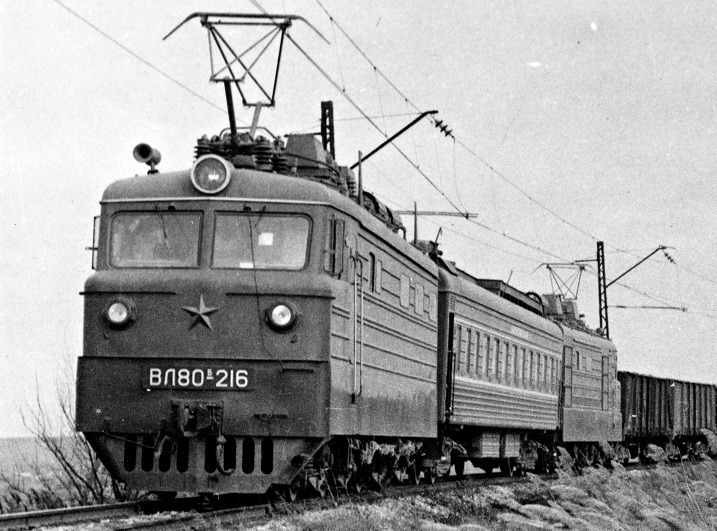
VL80B形（VL80B-216）

### VL80R形（ВЛ80Р）
ソ連初のサイリスタ位相制御方式を用いた電気機関車。これによりタップ方式で生じていた接線が無くなりメンテナンスが容易になった他、回生制動時の電気エネルギー回収率も10.3％に増大した。1967年以降複数の試作車が作られ機器の改良が行われた後、回路構造を簡略化したT2-320形サイリスタ装置を搭載したVL80R-1500を基に量産車が製造された。試作車を含めた総生産数は373両である。

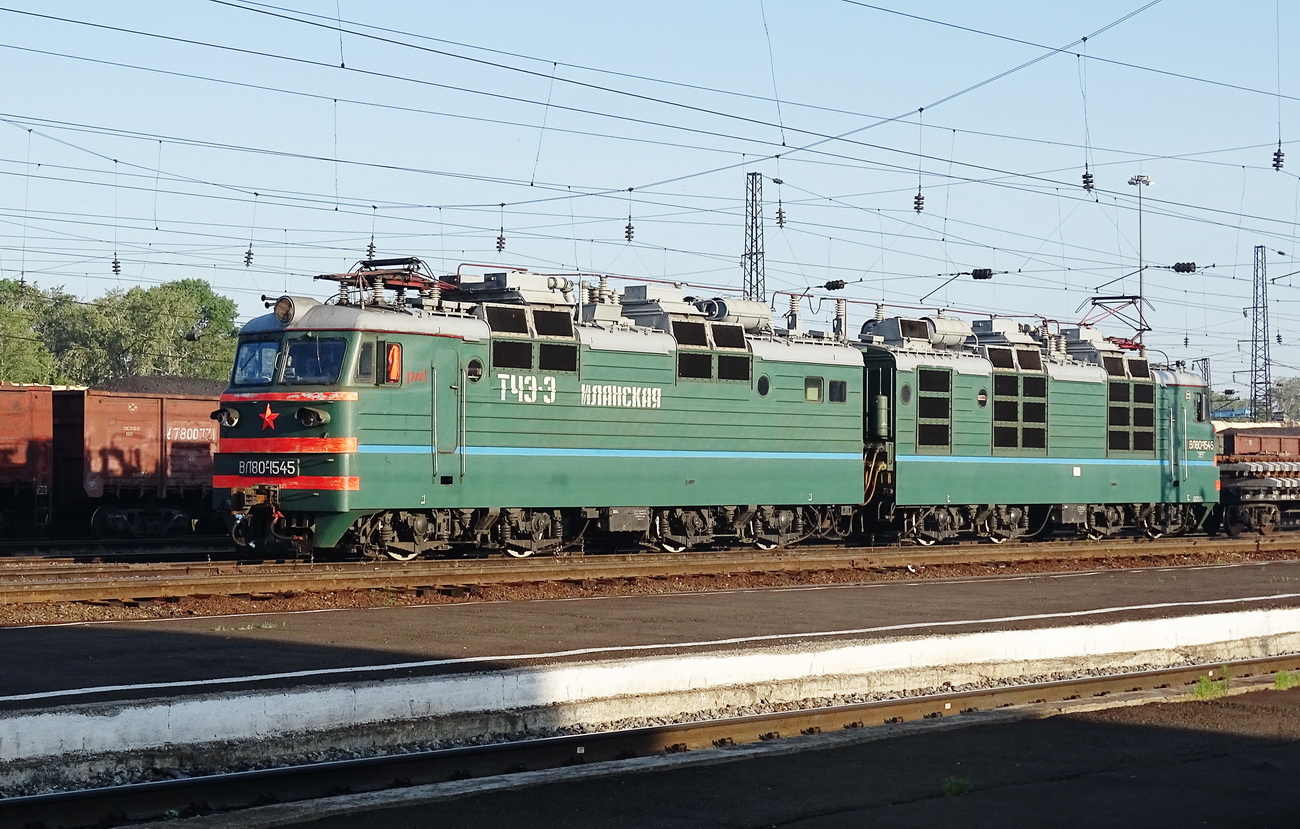
VL80R-1545
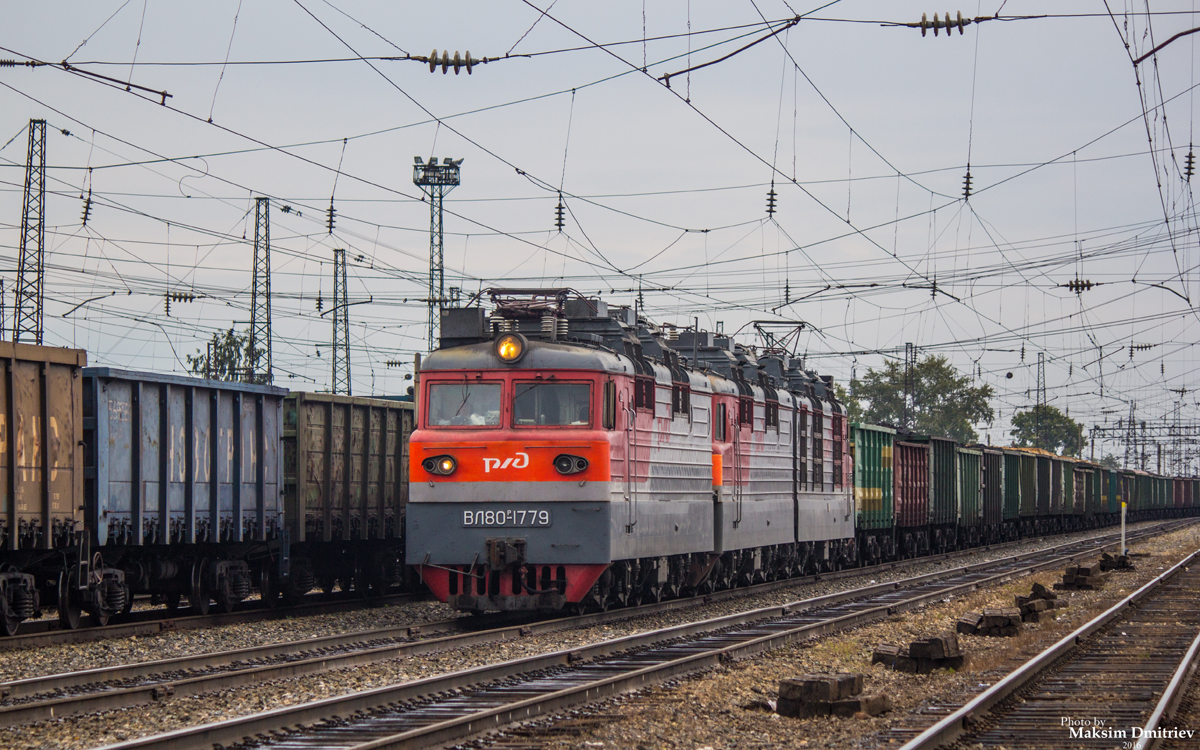
VL80R-1779
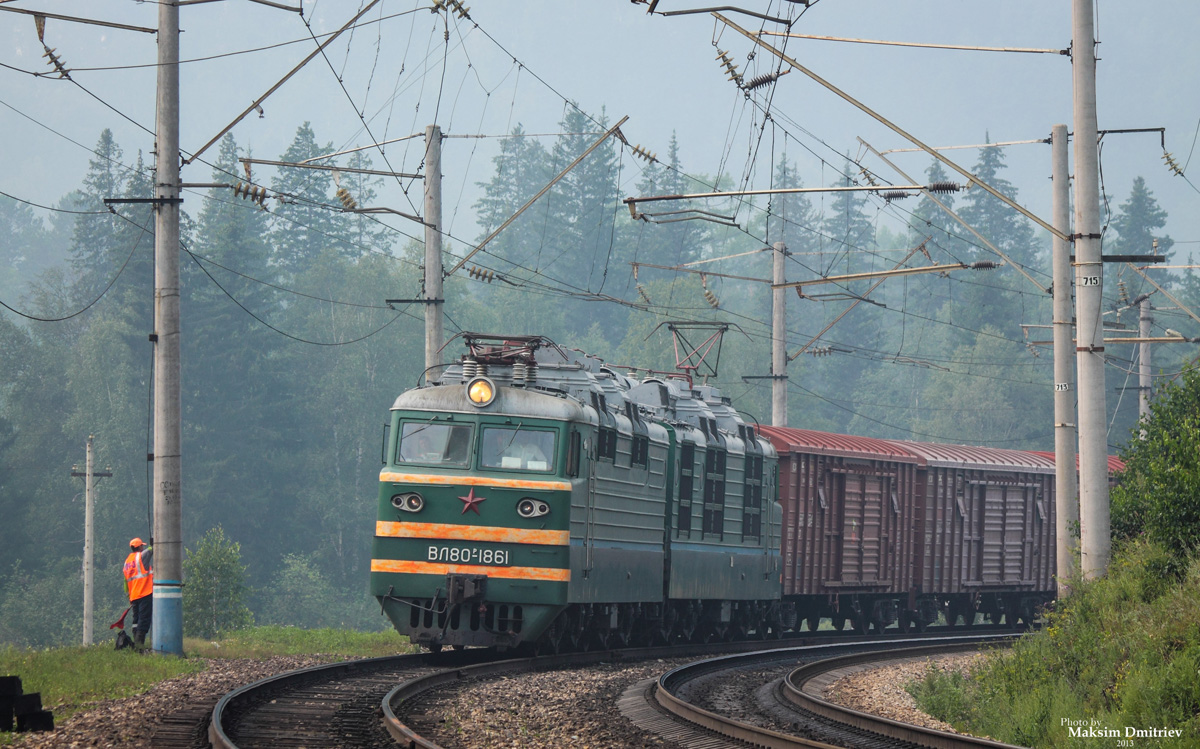
VL80R-1861
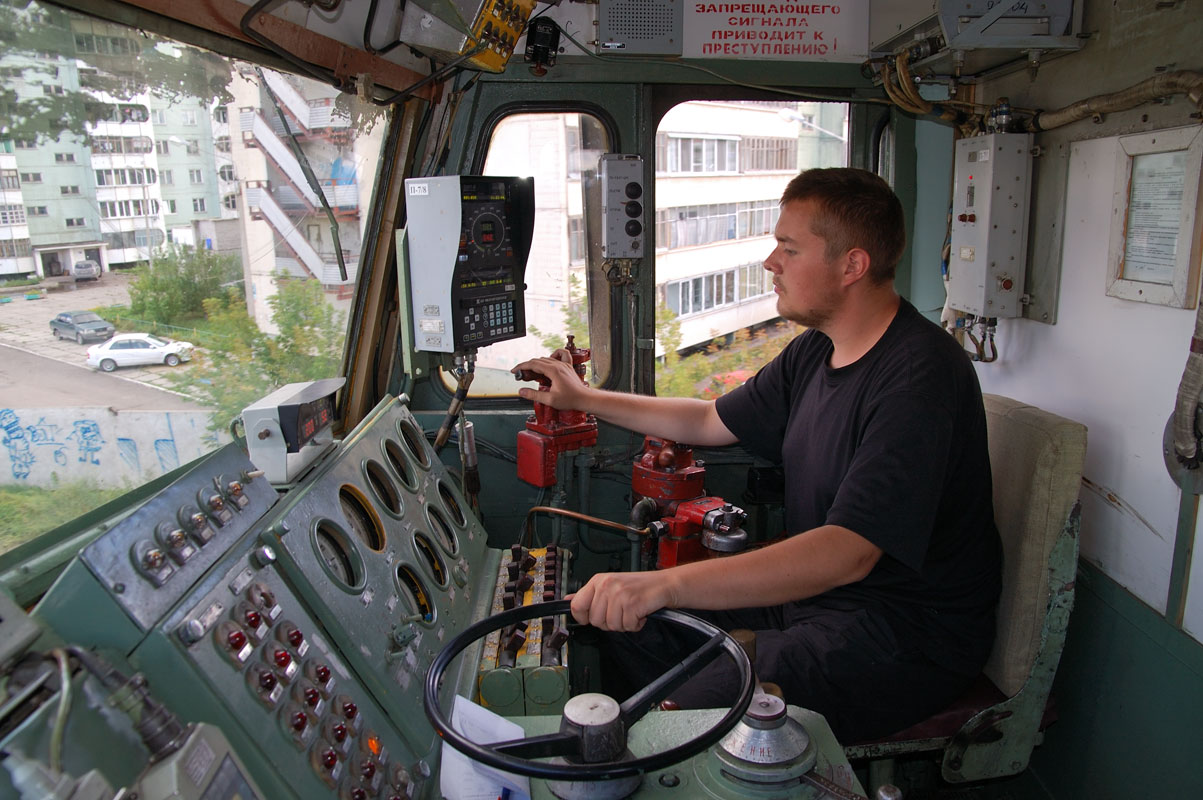
運転室

### VL80V形（ВЛ80В）
上記のVL80B形を基にブラシを廃した三相非同期電動機（NS-601、1,025 kw、1,350rpm）を搭載した形式。基本的な構造はVL80T形に準拠していた。1970年以降3両の試作車が製造され、回生ブレーキの機能増加などの良好な結果を出した。1976年にはこれらの結果を基にしたさらなる試作機関車としてVL83形電気機関車が製造されている。

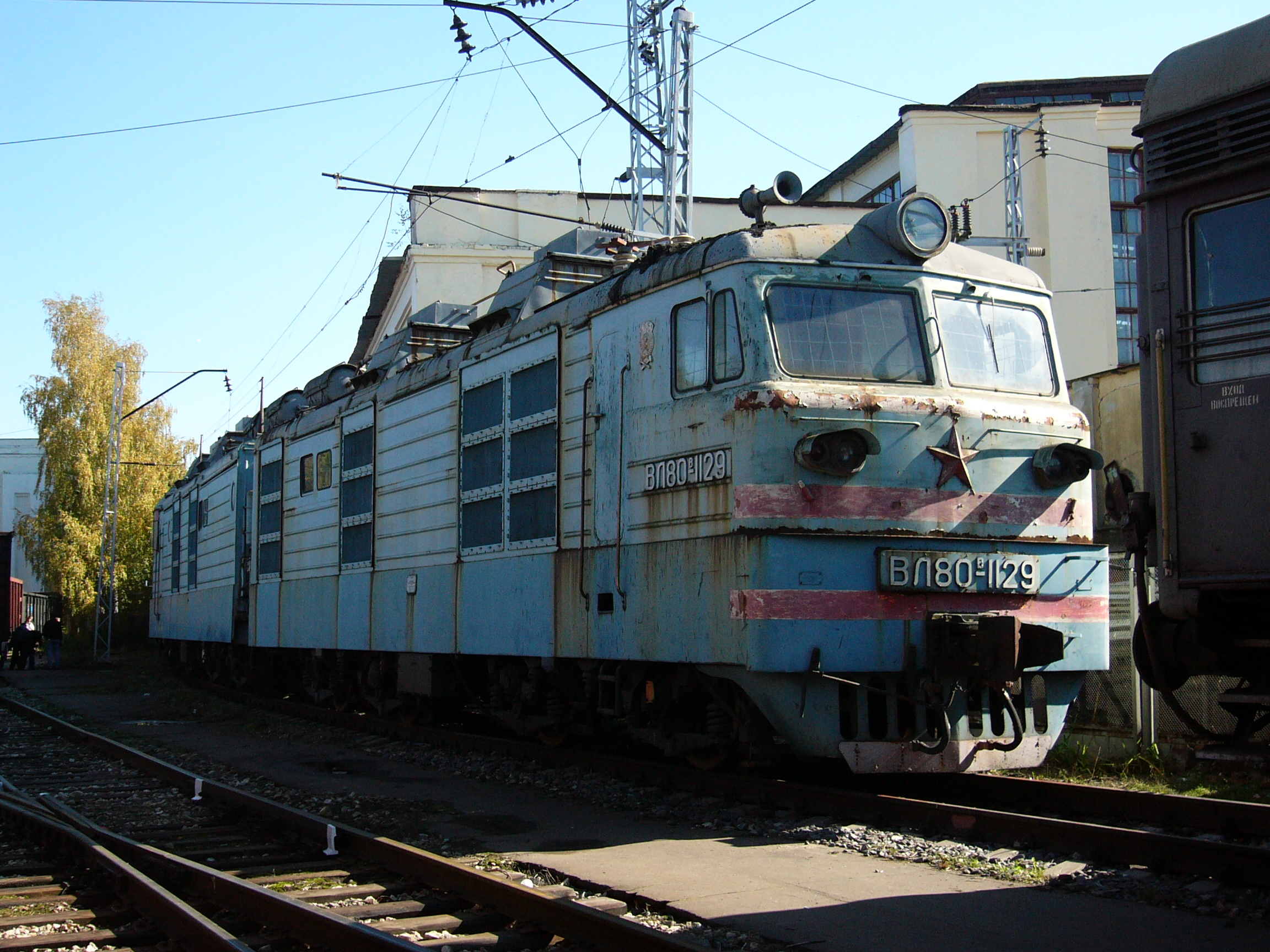
VL80V-1129

### VL80S形（ВЛ80С）
シリコン整流器を用いたVL80T形を基に開発された車種。最大の特徴は総括制御方式を導入した事であり、これにより重連運転時に乗務員の数を削減し効率的な運用が実現した他、550-552号機および697号機以降は各車体を切り離し別の車体へ増結する3車体連結式での運用も可能となった。ただしこの方法で増結した車体については上記の電気ブレーキを使うことが出来ない。また総括制御用の装置を搭載した事により重量も192 tに増大している。
1979年からソビエト連邦の崩壊を経て長期に渡り製造が行われ、最終的に1995年までに2,746両が製造された。

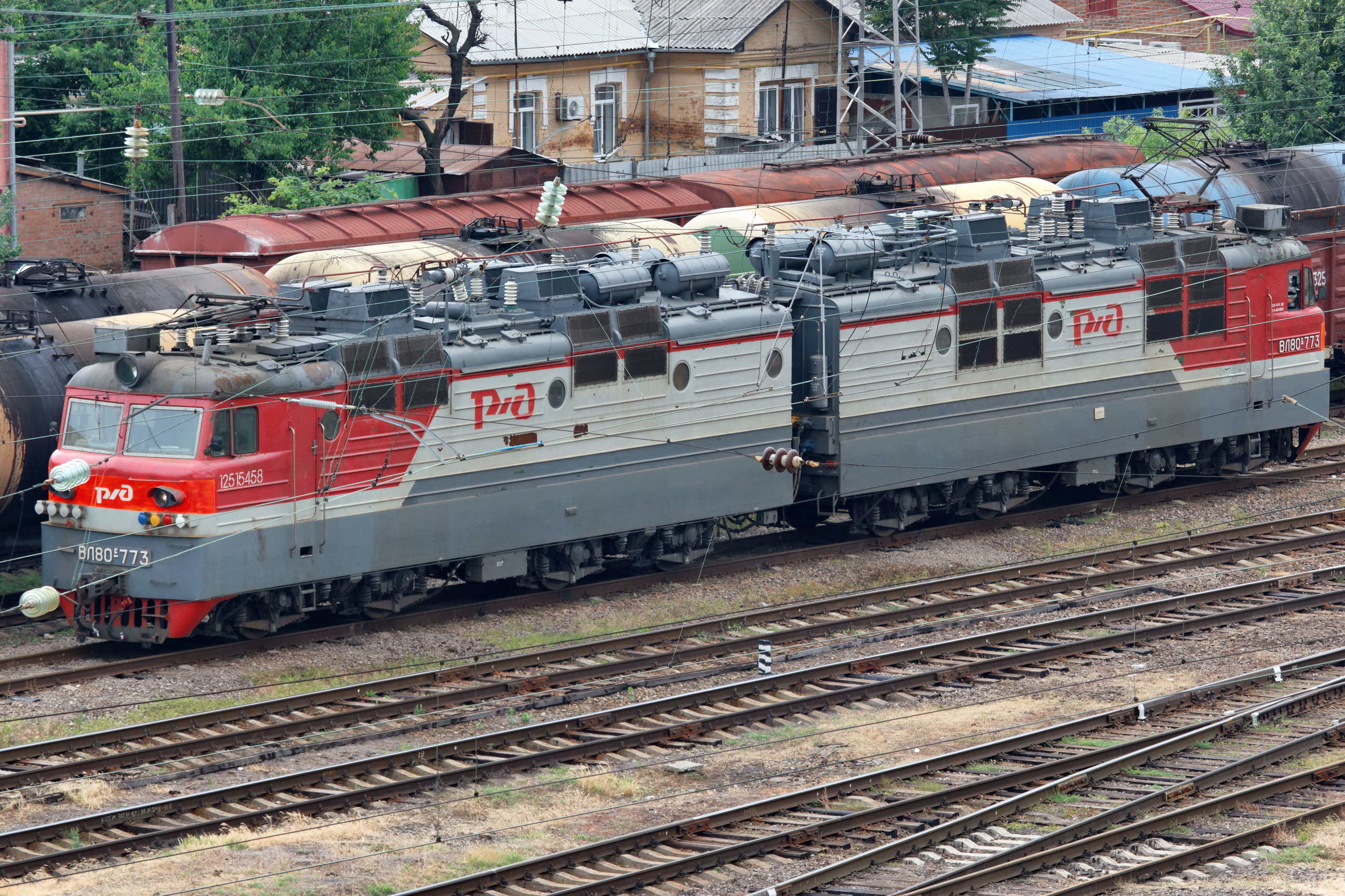
VL80S-773
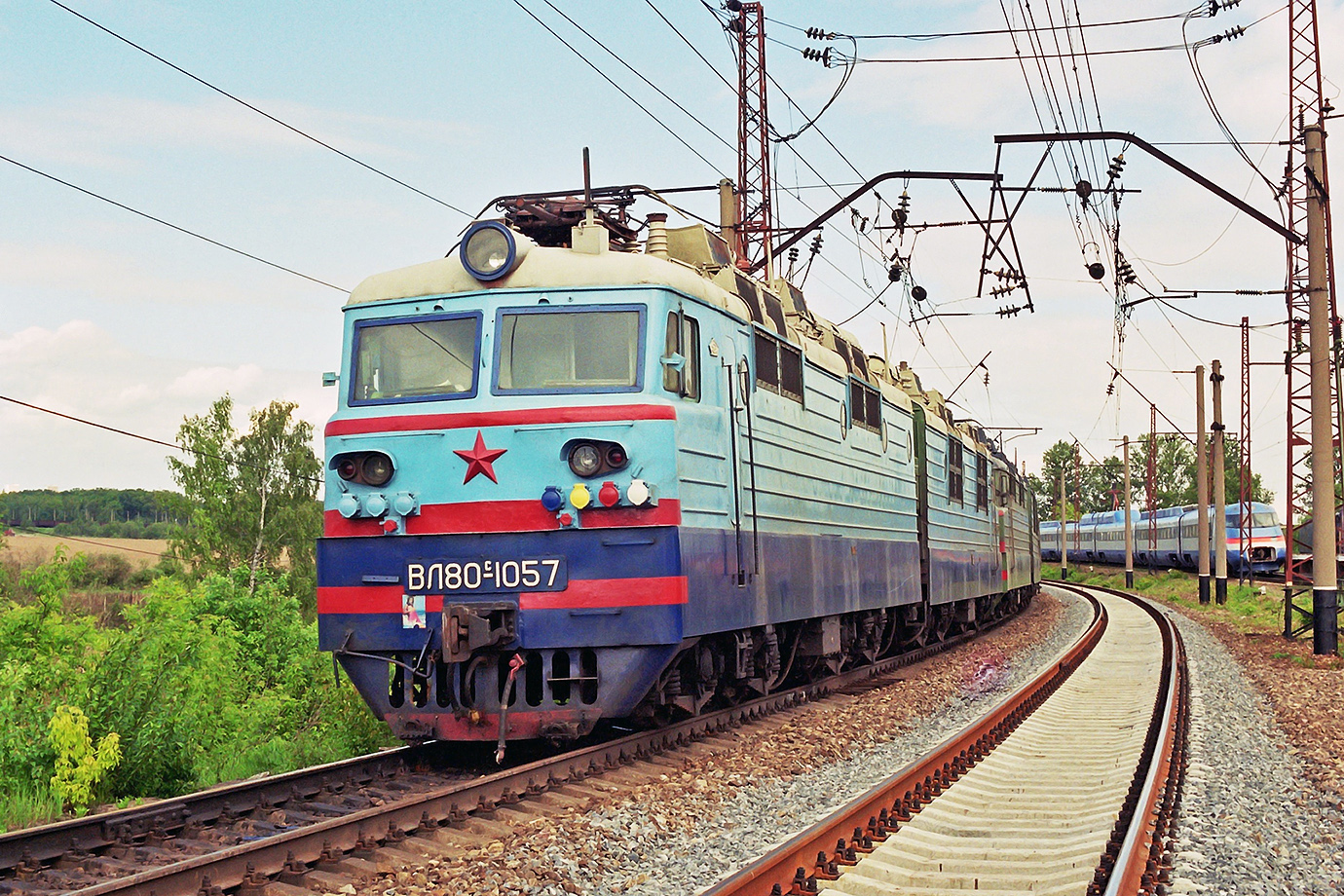
VL80S-1057
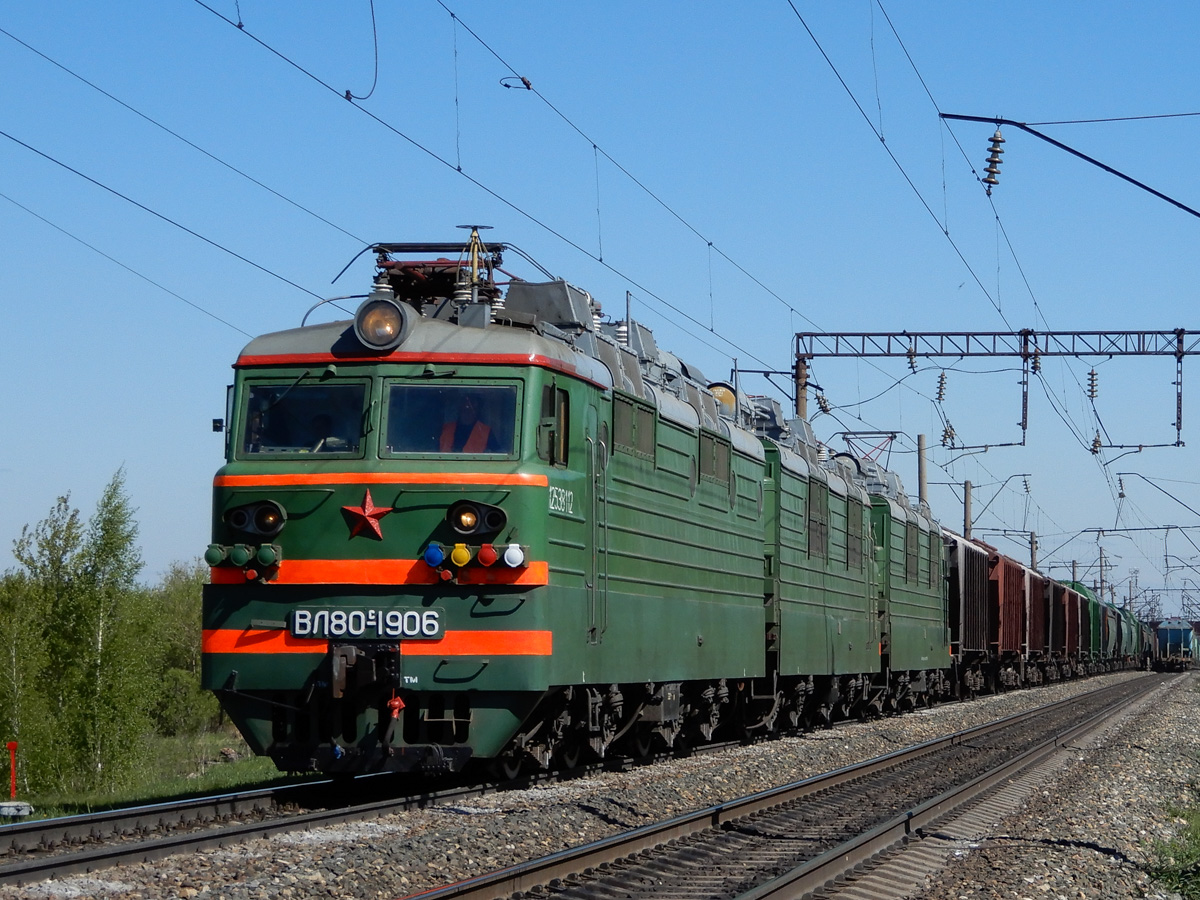
VL80S-1906にVL80S-1573の1車体（1573B）を増結した3車体連結編成
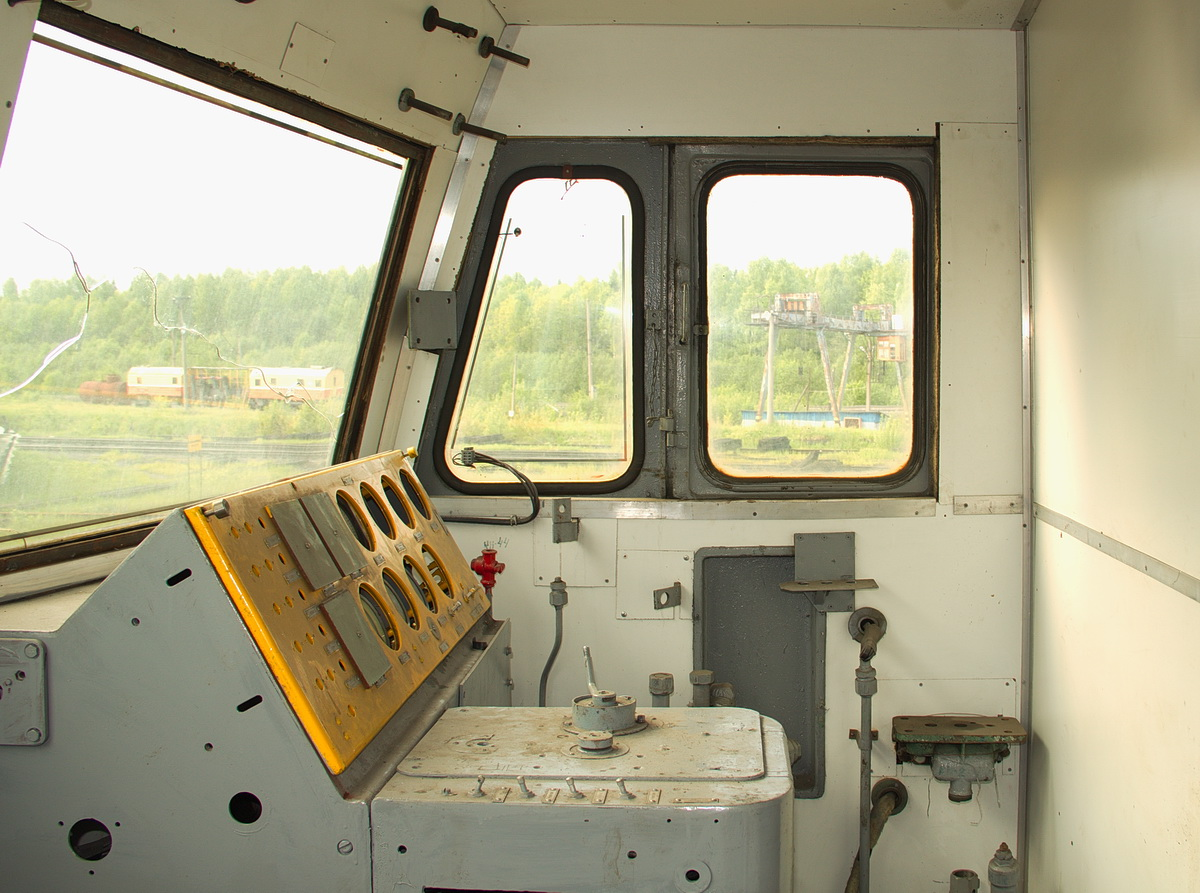
運転室（VL80S-1076）
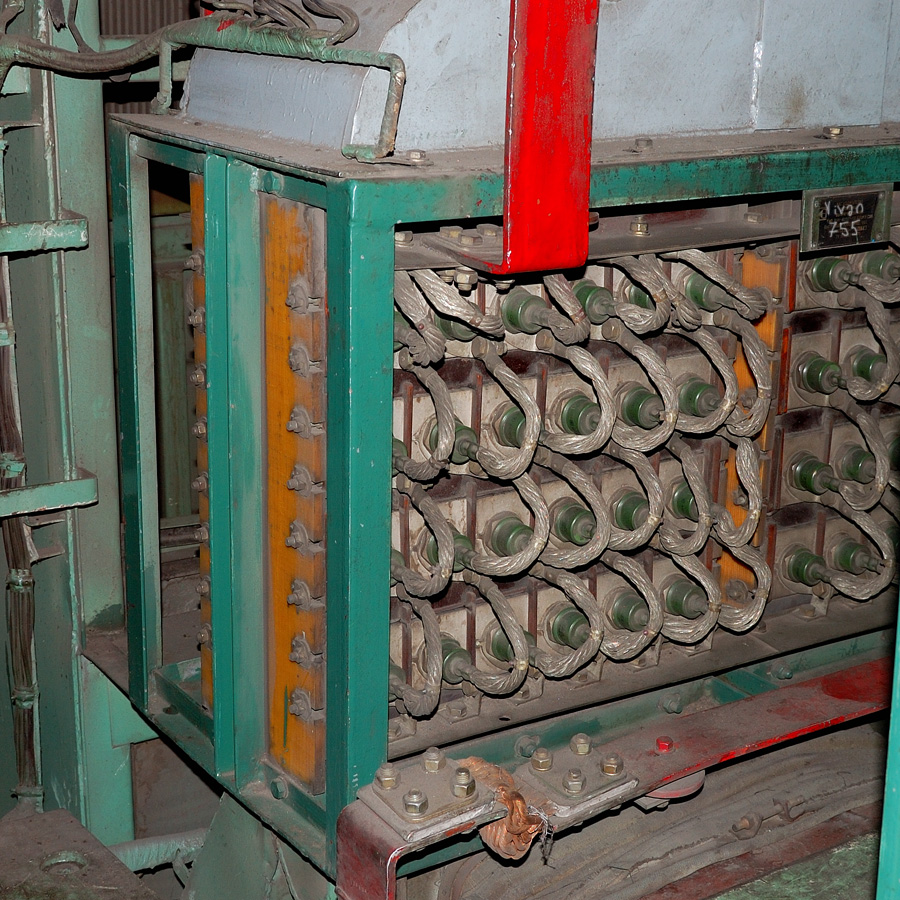
VUK-4000T形整流器

### VL80SM形（ВЛ80CМ）
VL80S形の近代化を目的に開発された車両。電動機や整流器、変圧器などの機器が更新された他換気システムの改良も実施された。前面はVL85形電気機関車と同様の形状となり、前照灯・後尾灯の位置が変更された。1990年から1993年にかけて4両が製造されたが、既に1990年代の時点でシリコン整流器を用いた制御方式は旧来のものとなっており、それ以上の量産はなかった。

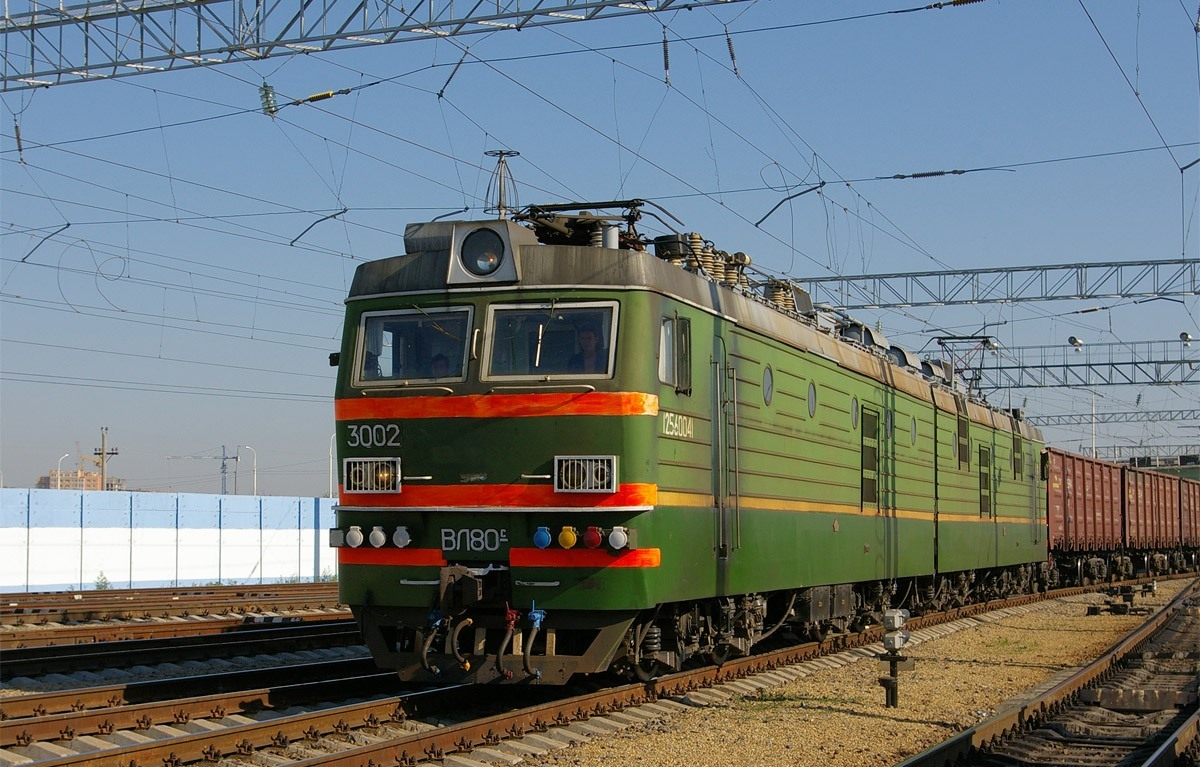
VL80SM-3002

## 改造・転用

### VL40U形（ВЛ40У）
ウクライナ鉄道で旅客用に使用していたVL60PK形電気機関車の老朽化による廃車や交流電化区間の拡大に伴い旅客用電気機関車が不足した事から、客車用の電気暖房装置を搭載した旅客用機関車として余剰となっていたVL80T形から改造された形式。主要機器はVL80形のものをそのまま使用する一方、車体はChS8形旅客用電気機関車もしくはVL65形電気機関車と同型の両運転台式に改造され、集電装置も2基に増設されている。

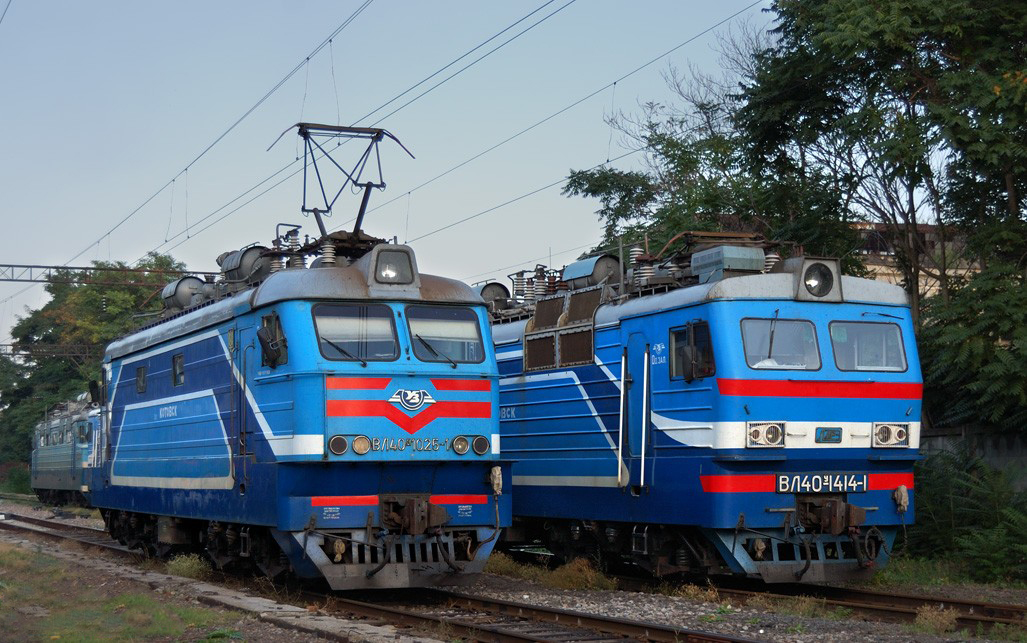
VL40U-1025.1（左） VL40U-1414-1（右）
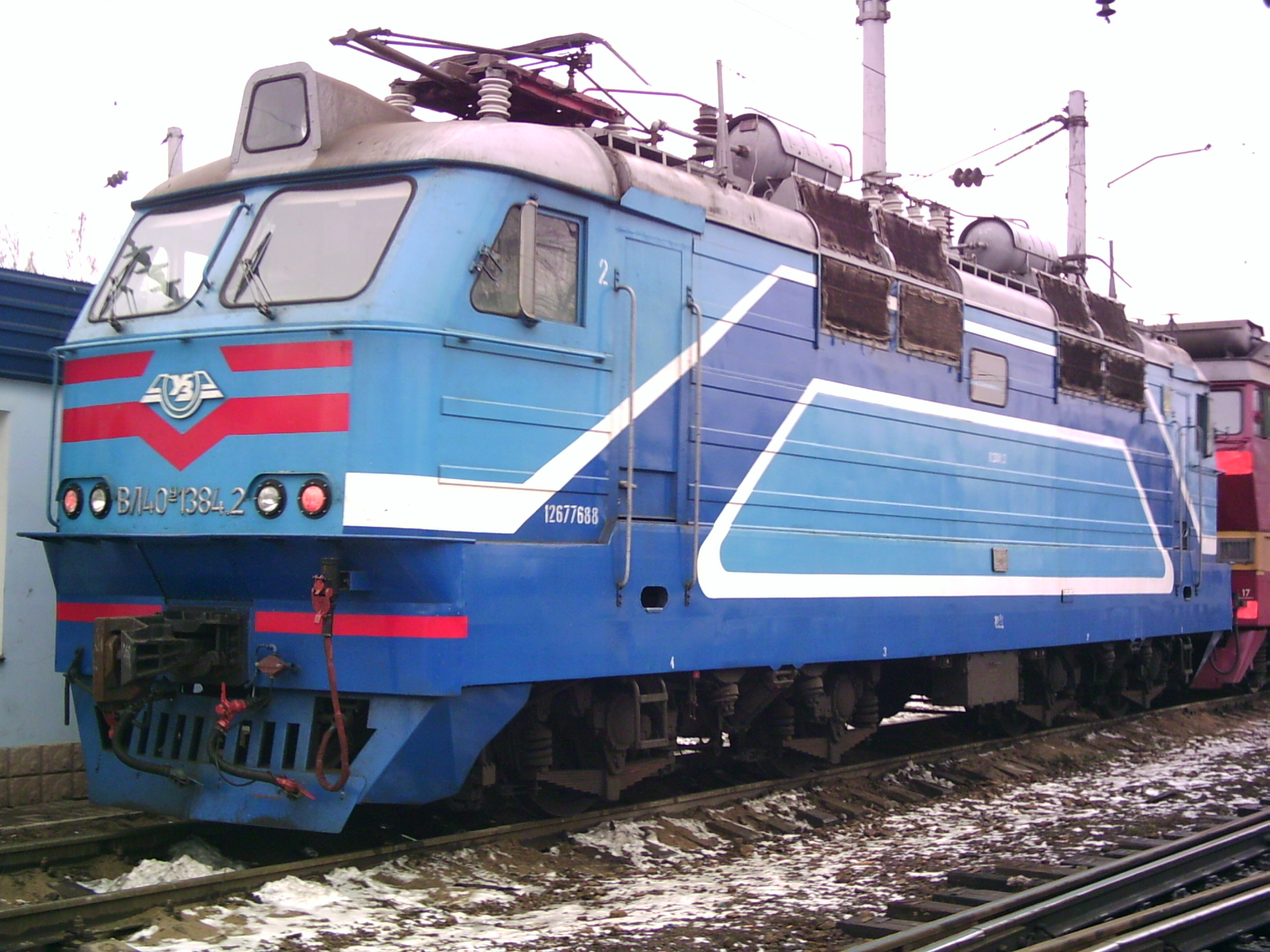
VL40U-1384.2 前面はChS8形と同型
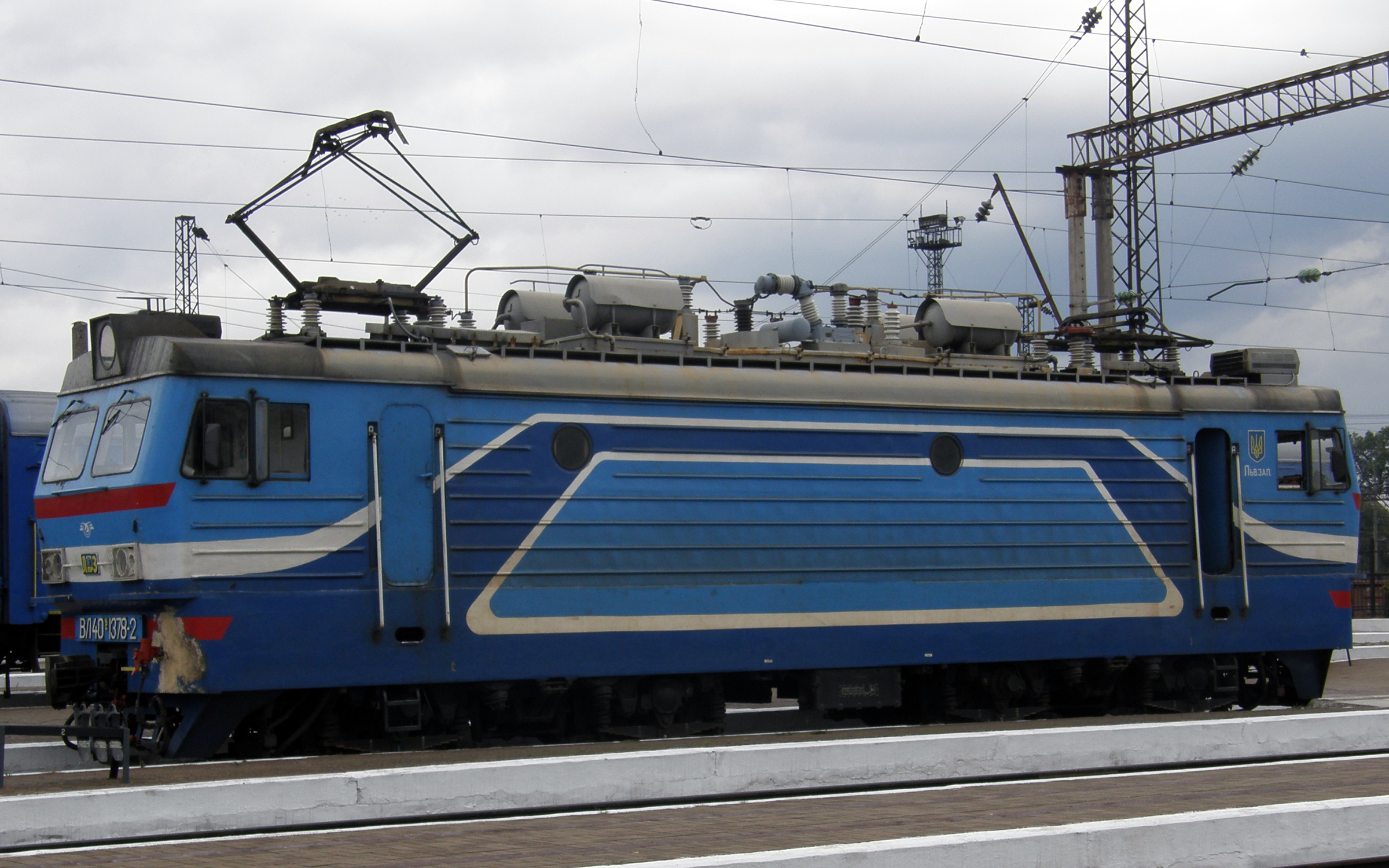
VL40U-1378-2 前面はVL65形と同型

### 近代化改造
シリコン整流器を用いたVL80T形やVL80S形の一部は新型機関車である2ES5K形に基づきサイリスタを用いた制御方式に改造されており、これらの車両にはVT80TK形、VL80SK形という形式名が与えられている。また、一部車両についてはサイリスタ制御への変更に加え電動機を混合励磁式交流電動機としたVL80SSV形への改造が実施されている。

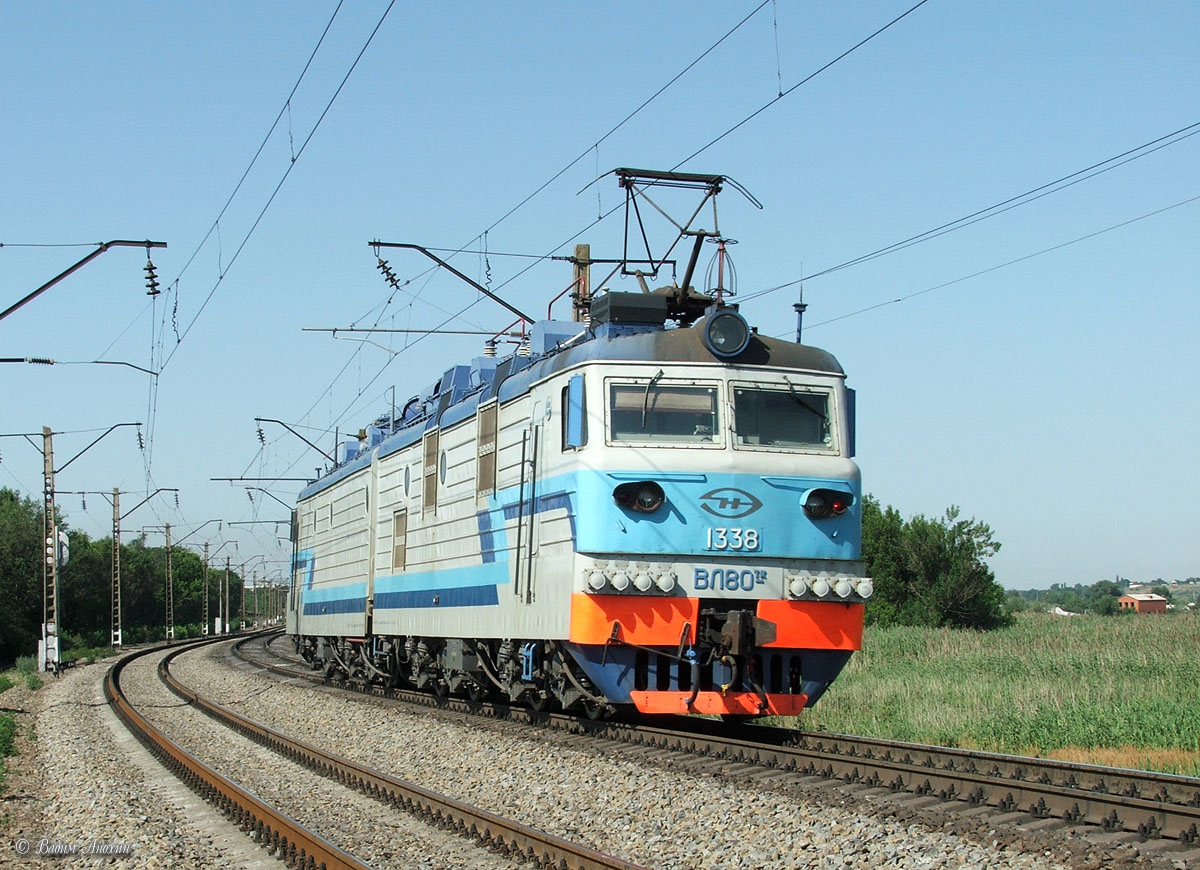
VL80TK-1338
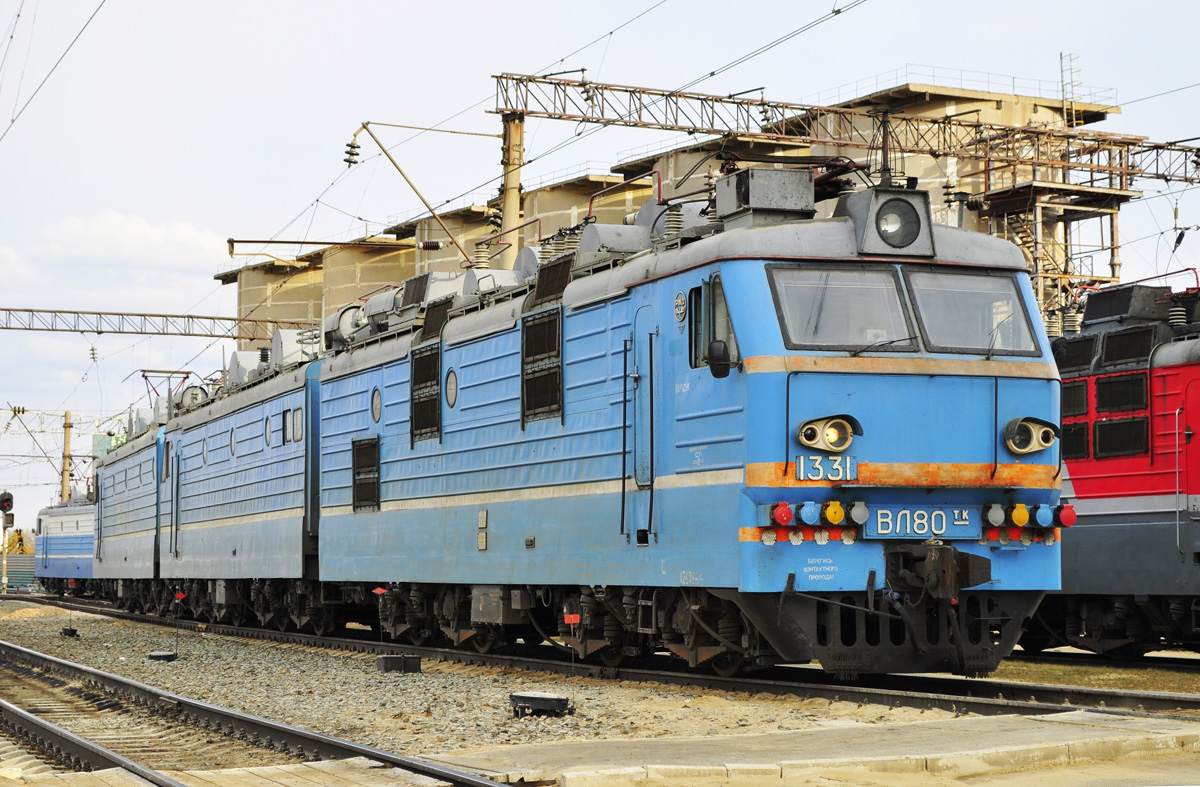
VL80TK-1331 前面の形状変更が実施されている
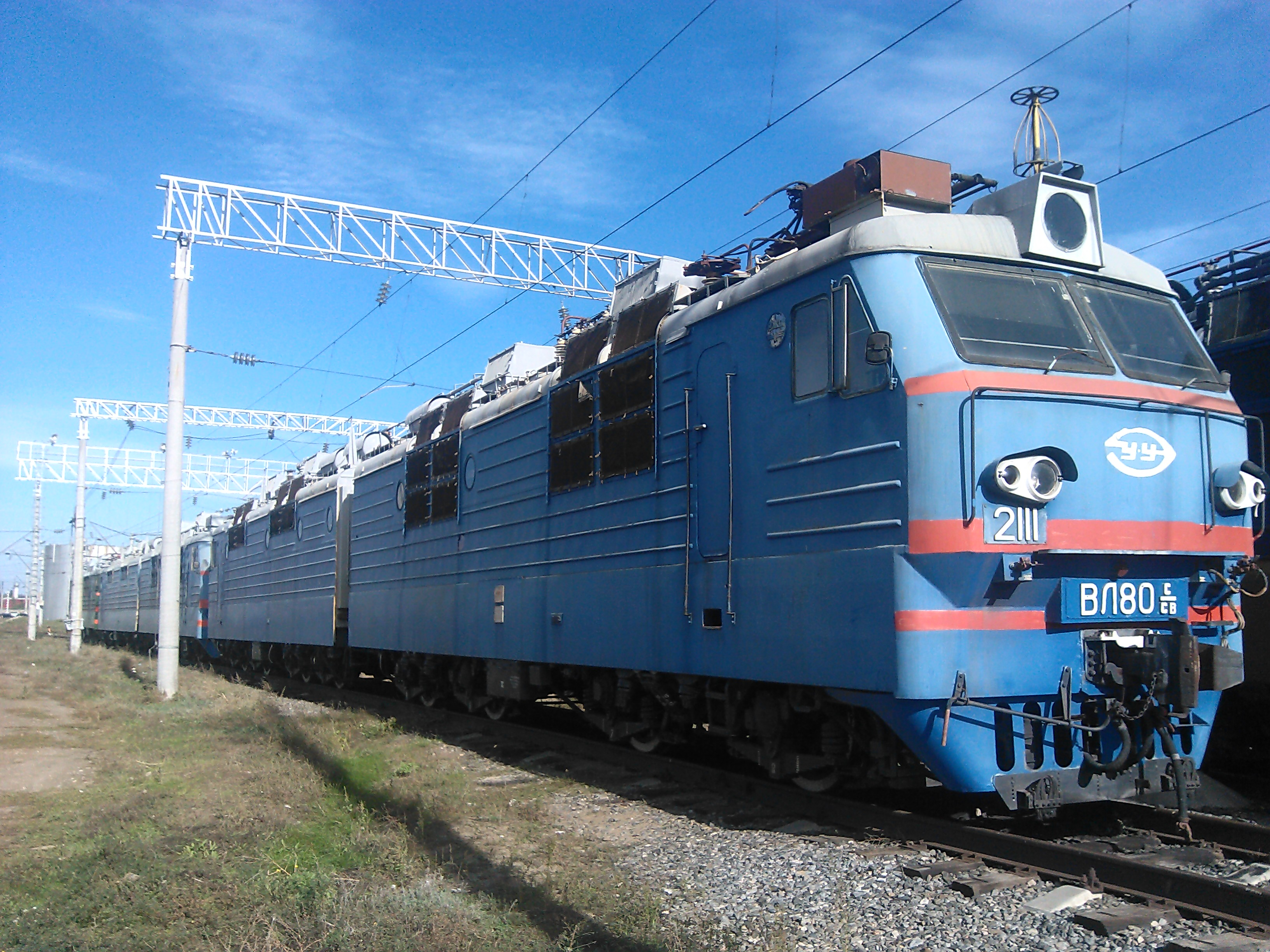
VL80SSB-2111

### プッシュプル列車への転用
1990年代以降、余剰となったVL80形の一部はロシア各地のプッシュプル列車へ転用された。

#### ED1形（ЭД1）
2車体のVL80形の間にED9T形電車と同型の付随車を挟んだ交流区間用列車。極東鉄道支社が管轄する区間で使用された。

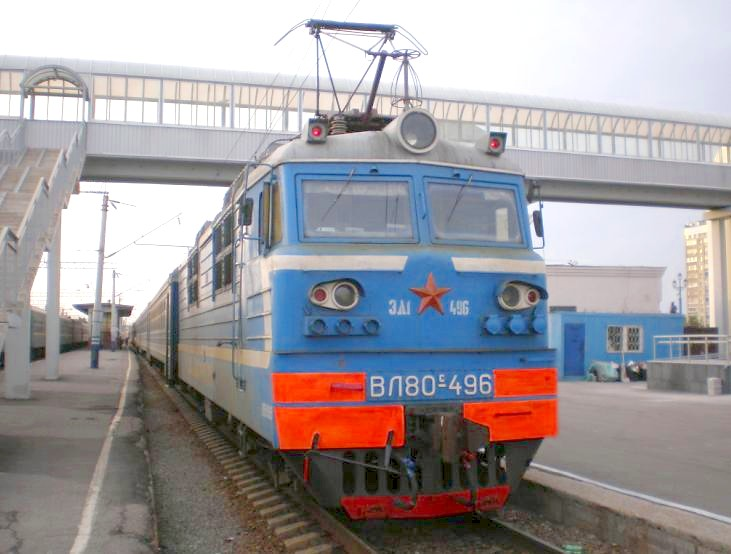
ED1形

### ED4DK形（ЭД4ДК）
VL80形とVL10形直流電気機関車の間にED4MK形と同型の付随車を10両挟んだ、交直両用列車。2001年に編成が組まれ、モスクワ近郊での導入が予定されていたが、試験結果が思わしくなく運用に就く事なく廃車となった。

## 輸出車両

### 中国国鉄8G形電気機関車
ペレストロイカ以降中国とソ連の国交が回復し始めた事に伴い、最新の機関車技術を導入するため各国から電気機関車の輸入を行っていた中国国鉄へ向けて製造された車両。回生ブレーキを搭載したシリコン整流器・低圧タップ制御のVL80T形を基に1987年から1990年まで100両が製造され、石炭列車など重量級の貨物列車牽引に投入された。

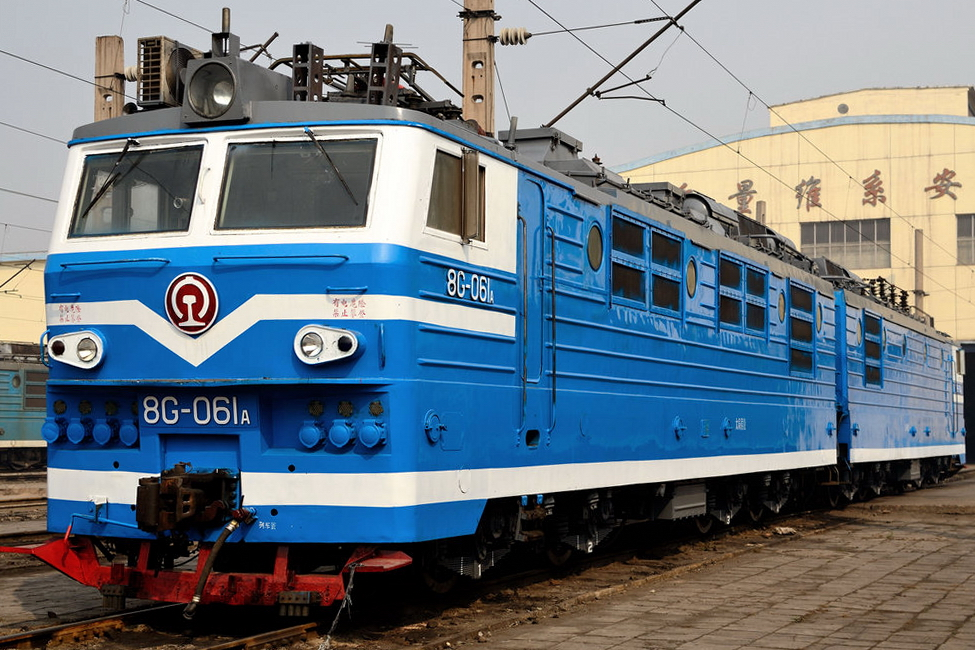
8G形（8G-061）